# 葛西時清
葛西 時清（かさい とききよ）は、鎌倉時代中期の武将。鎌倉幕府の御家人。葛西氏の第3代或いは第4代当主である。葛西 清時（かさい きよとき）とも呼ばれる。

## 生涯
奥州平泉にて出生する。
系図によって兄弟と男子が入れ替わっていることも多く、葛西氏の詳細な系統には諸説あるが、主な系図では父親は葛西清親（きよちか）、或いはその父または祖父である葛西清重とされている（後者の中には葛西清親の実弟で、その養子になったとする説もある）。
諱の「時」の字は幕府の執権・北条氏の通字であるので、得宗家（年代的に考えて北条泰時か）から拝領したものと考えられている。
葛西氏の当主としてはあまり行動が明確ではない人物ではあるが、主に文暦 - 宝治年間の資料において、有力御家人の当主として将軍藤原頼経に随列したことが確認される。時清の跡は「仙台葛西系図」では葛西清経が、「盛岡葛西系図」では清信（この清信の子が貞清なので宗清に相当か）が継いだ。